# 科迪·威尔逊
科迪·威尔逊（Cody Rutledge Wilson，1988年1月31日—）是一位美国的密码学无政府主义者，自由市场无政府主义者和枪支权利活动家。在他因性侵犯罪被捕辞职之前，他是Defense Distributed的创始人，这是一个开发和发布开源枪支设计的非营利组织，該組織致力於提供他們稱作「维基武器」（wiki weapons）的槍隻設計電腦輔助設計檔案，可用於3D打印和数字制造上。